# فوينتي إل ساوث
بلدية فوينتي إل ساوث (بالإسبانية: Fuente el Sauz) هي بلدية تقع في مقاطعة آبلة التابعة لمنطقة قشتالة وليون وسط إسبانيا.

## الديموغرافيا
يبلغ عدد سكان بلدية فوينتي إل ساوث 240 نسمة عام 2011 (وفقاً للمعهد الوطني للإحصاء الإسباني).
| 351 | 327 | 280 | 252 | 254 | 230 | 240 |